# フェリペ・モラ
フェリペ・モラ（Felipe Mora、1993年8月2日 - ）は、チリ出身の同国代表サッカー選手。ポートランド・ティンバーズ所属。ポジションはFW。

## クラブ経歴
2011年1月29日、シーズン開幕戦のCDパレスティーノ戦で78分から途中出場しプロデビュー。この時、わずか17歳5か月だった。
2016年半ばにウニベルシダ・デ・チレに移籍。
2017年6月、リーガMXのクルス・アスルに加入。2018年のアペルトゥーラはUNAMプーマスにレンタル移籍。
2020年1月26日、メジャーリーグサッカーのポートランド・ティンバーズにレンタル移籍。

## 代表歴
2013年1月、2013 南米ユース選手権に出場するU-20チリ代表に選ばれた。1月23日、最終ステージのエクアドル代表戦でゴールを決めた。チームはトルコで開催される2013 FIFA U-20ワールドカップの出場権を獲得した。U-20ワールドカップでも引き続きメンバー入りし、グループラウンドのイラク代表戦でゴールを決めた。
2018年5月31日、オーストリアで開催されたルーマニア代表との親善試合で73分からピッチに立ち、チリA代表としての初出場を果たした。
2019年10月15日、フレンドリーマッチのギニア代表戦で代表初ゴールをマーク。

## タイトル

### クラブ
ウニベルシダ・デ・チレ
- チリ・プリメーラ・ディビシオン (1): 2017-C

### 個人
- チリ・プリメーラ・ディビシオン得点王: (13) 2017-C